# Burg Osterode
Die Burg Osterode war eine Ordensburg des Deutschen Ordens im damals ostpreußischen Osterode, heute Ostróda.

## Geschichte
Die ursprüngliche Siedlung wird 1270 mit einer Holz-Wall-Anlage gesichert, die dann von 1349 bis 1370 in Stein ausgeführt wird. Kurz zuvor war eine eigene Komturei entstanden. 1376 und 1381 eroberte der litauische Großfürst Kinstut die Stadt. Nach der Schlacht bei Tannenberg eroberte der Ritter Klaus von Döhringen die Burg und lieferte sie mitsamt der Leiche des Hochmeisters Ulrich von Jungingen dem polnischen König Jogaila, der inzwischen die Marienburg belagerte, aus. Einige Monate später konnte der Orden die Burg und die Stadt zurückerobern. Im Städtekrieg war sie ein Zankapfel zwischen den Söldnerführer Kinsberg und von Schlieben, die sie abwechselnd eroberten. Im Reiterkrieg versuchten die Polen vergeblich den Ort zu erobern. Im Herzogtum Preußen wurde die Burg von einem Amtshauptmann geleitet. Vom 21. Februar bis 1. April 1807 verweilte Napoleon auf der Burganlage (im 1. Stock des Nordflügels, 4. und 5. Fenster vom See aus gesehen). Er verbrachte nach eigenem Bekunden einen der bemerkenswertesten Abschnitte seines Lebens in Osterode:

„Cette époque de repos au milieu de la vieille Prusse et de la Pologne est une des plus remarquables de ma vie; elle n’en fut ni la moins critique ni la moins glorieuse“

 Doch nach gut fünf Wochen beendete er seine Anwesenheit, verlegte seinen Aufenthalt nach Schloss Finckenstein und überließ die Burg Osterode seinem Marschall Davout. Die Burg wurde im Zweiten Weltkrieg völlig niedergebrannt. 1974 wurde mit der Rekonstruktion begonnen, heute dient sie als Museum.